# 21474 Pamelatsai
21474 Pamelatsai è un asteroide della fascia principale. Scoperto nel 1998, presenta un'orbita caratterizzata da un semiasse maggiore pari a 2,3770870 UA e da un'eccentricità di 0,0848941, inclinata di 6,37419° rispetto all'eclittica.